# NGC 2249
NGC 2249 est un amas globulaire situé dans la de la Dorade. Cet amas est situé dans le Grand Nuage de Magellan. L'astronome britannique John Herschel l'a découvert en 1834. Steinicke mentionne que NGC 2249 est un amas ouvert, mais son image (en particulier, celle obtenue des données du télescope spatial Hubble) et d'autres références suggèrent qu'il s'agit plutôt d'un amas globulaire.

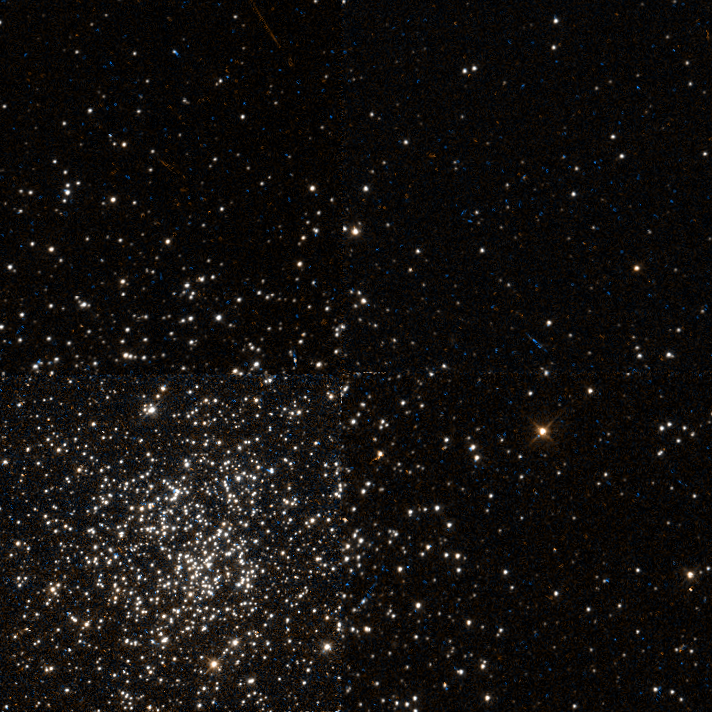
NGC 2249 par le télescope spatial Hubble.

## Caractéristiques de NGC 2249
Un article publié en 2008 indique que la masse de cet amas est d'environ 20 000 fois (±5000) la masse du Soleil et que sa luminosité est 47 000 fois (±13 0000) plus élevée que la luminosité du Soleil. L'incice Fe/H de NGC 2249 est estimé à -0,47,. L'âge des étoiles de l'amas est estimé entre 330 millions et 1,3 milliard d'années.